# Psicologia da saúde
A Psicologia da Saúde é a aplicação dos conhecimentos e das técnicas psicológicas à saúde, às doenças e aos cuidados de saúde.
De acordo com Matarazzo a Psicologia da Saúde agrega o conhecimento educacional, científico e profissional da disciplina Psicologia para utilizá-lo na promoção e manutenção da saúde, na prevenção e no tratamento da doença, na identificação da etiologia e no diagnóstico relacionado à saúde, à doença e às disfunções, bem como no aperfeiçoamento do sistema de política da Saúde (Sunde, 2005).
Podemos entender como Psicologia da Saúde, uma especialidade da Psicologia que visa a melhor percepção a respeito dos temas relativos à saúde. Ela atua no sustento da profilaxia, na compreensão pedagógica e científica, na cura das enfermidades, na apuração das causas e na determinação específica da doença que acomete o paciente, agindo também na proposição de políticas de saúde.
Esse "ramo", por assim dizer, estuda o papel da psicologia como ciência e como profissão nos domínios da saúde, da doença e da própria prestação dos cuidados de saúde, focalizando nas experiências, comportamentos e interações. Envolve a consideração dos contextos sociais e culturais onde a saúde e as doenças ocorrem, uma vez que as significações e os discursos sobre a saúde e as doenças são diferentes consoante o estatuto socioeconômico, o gênero e a diversidade cultural.
A Psicologia da Saúde desafia a cisão mente-corpo, ao propor um papel para a mente, tanto na causa como no tratamento da doença. No entanto, difere da Medicina psicossomática, da Saúde comportamental e da Medicina comportamental, uma vez que a investigação realizada em Psicologia da Saúde é mais própria da disciplina de Psicologia (Ogden,J. 1999).

## Objetivos
A psicologia da saúde, que tem por objetivo a promoção e manutenção da saúde e à prevenção da doença, resulta da integração das contribuições específicas de diversas áreas do conhecimento psicológico (psicologia clínica, psicologia comunitária, psicologia social, psicobiologia) que tinham por objetivo a promoção de saúde e a prevenção em todos seus níveis.
Outro objetivo é difundir uma visão biopsicossocial de cada indivíduo, entendendo-o como parte fundamental para a qualidade de vida social. Segundo Bock & Cols, a prevenção de doenças mentais significa criar estratégias para evitar o seu aparecimento. Um de seus desafios é elaborar projetos que visem o bem-estar social, para que as psicopatologias sejam evitadas, amenizadas ou bem aceitas pela comunidade.
A intervenção de psicólogos na saúde, além de contribuir para a melhoria do bem-estar psicológico e da qualidade de vida dos clientes dos serviços de saúde, pode também contribuir para a redução de internações hospitalares, diminuição da utilização de medicamentos e utilização mais adequada dos serviços e recursos de saúde (APA, 2004a).
Finalmente, também é esperado que o psicólogo contribua na relação da equipe multidisciplinar dos profissionais de saúde e sirva de mediador entre eles e os pacientes (Godoy, 1999).

## Multidisciplinaridade
A Psicologia da Saúde, quando aplicada a promoção de saúde mental, requer um vínculo com a Psicologia Social, Comunitária, Organizacional, Hospitalar, etc, pois precisa de um olhar abrangente do indivíduo em todos os seus papéis sociais, além do individual.
A psicologia da saúde, que dá relevância à promoção e manutenção da saúde e à prevenção da doença, resulta da confluência das contribuições específicas de diversas áreas do conhecimento psicológico (psicologia clínica, psicologia comunitária, psicologia social, psicobiologia) tanto para a promoção e manutenção da saúde como para a prevenção e tratamento das doenças. A finalidade principal da psicologia da saúde é compreender como é possível, através de intervenções psicológicas, contribuir para a melhoria do bem-estar dos indivíduos e das comunidades.

## Instituições

### Sociedade Brasileira de Psicologia Hospitalar
Em junho de 1997 um grupo de 45 psicólogos que trabalhavam em hospitais de diversas estados do Brasil, realizou no Centro de Estudos do Hospital Mater Dei foi realizada a primeira assembleia que fundava a Sociedade Brasileira de Psicologia Hospitalar, com sede em Belo Horizonte. Esta sociedade tem por objetivo divulgar e estimular pesquisas na área, organizar a profissão e realizar congressos regularmente.

### Instituto de Terapia Cognitiva em Psicologia da Saúde
O Instituto de Terapia Cognitiva em Psicologia da Saúde, Itepsa, foi fundado por três psicólogas gaúchas. O objetivo do instituto é unir as áreas da psicologia da saúde com as técnicas de terapia cognitivo-comportamental (TCC). Através de cursos e workshops, se busca proporcionar qualidade acadêmica com o conhecimento prático da TCC, para que haja uma ampliação da prática com excelência técnica. O Itepsa tem sua sede em Porto Alegre.

### Instituto Brasileiro de Psicologia da Saúde
Atualmente, também existe em Porto Alegre o Instituto Brasileiro de Psicologia da Saúde, instituição fundada em 2008 por psicólogos que atuam na área da Psicologia da Saúde e suas interfaces, há mais de 10 anos. As atividades desenvolvidas pelo Instituto contemplam a clínica psicoterapêutica, a pesquisa científica e a capacitação de profissionais da área da saúde.

## Publicações
Entre as publicações periódicas mundiais destacam-se as revistas:
- Health Psychology (EUA, 1982)
- Psychology and Health (Holanda, 1987)
- Psychology & Health (Grã-Bretanha, 1992)
- Revista de Psicología de la Salud (Espanha, 1989)
- Clínica Y Salud (Espanha, 1990)
- Quality of Life Research (Grã-Bretanha, 1992)
- International Review of Health Psychology (Grã-Bretanha, 1992)
- Comportamiento y Salud (Espanha, 1992).
- Journal of Clinical Psychology in Medical Settings (EUA, 1994)
- British Journal of Health Psychology (Grã-Bretanha, 1996)
- Journal of Health Psychology (Grã-Bretanha, 1996),
- Psychology, Health & Medicine (Grã-Bretanha, 1996).
- Psicologia, Saúde & Doenças (Portugal, 2002?)
- Revista da Sociedade Brasileira de Psicologia Hospitalar (Brasil, 2007?)